# Ira (Vermont)
Ira ist eine Gemeinde (town) im Rutland County des Bundesstaates Vermont in den Vereinigten Staaten mit 368 Einwohnern (laut Volkszählung von 2020).

## Geografie

### Geografische Lage
Die Town Ira liegt in den westlichen Höhenzügen der Green Mountains und besteht weitestgehend aus bewaldeten Bergrücken. Die Hauptsiedlung Ira befindet sich im Südwesten des Areals im Tal des Ira Brook, eines kleinen Flusslaufes. Dieses Tal wird zum Teil landwirtschaftlich genutzt; hier verläuft zudem die einzige größere Straße des Gebiets. Wichtige Erhebungen sind der Herrick Mountain mit 827 m (2713 ft), und der Edmunds Peak mit 725 m (2379 ft).

### Nachbargemeinden
Alle Entfernungen sind als Luftlinien zwischen den offiziellen Koordinaten der Orte aus der Volkszählung 2010 angegeben.
- Norden: West Rutland, 4,2 km
- Osten: Clarendon, 12,1 km
- Süden: Tinmouth, 5,1 km
- Südwesten: Middletown Springs, 4,4 km
- Westen: Poultney, 10,3 km
- Nordwesten: Castleton, 8,1 km

### Klima
Die mittlere Durchschnittstemperatur in Ira liegt zwischen −6,7 °C (20 °Fahrenheit) im Januar und 21,1 °C (70 °Fahrenheit) im Juli. Damit ist der Ort gegenüber dem langjährigen Mittel der USA um etwa 10 Grad kühler. Die Schneefälle zwischen Oktober und Mai liegen mit bis zu zwei Metern etwa doppelt so hoch wie die mittlere Schneehöhe in den USA. Die tägliche Sonnenscheindauer liegt am unteren Rand des Wertespektrums der USA.

## Geschichte
Die Gegend wurde früh besiedelt. Wann genau ist nicht bekannt. Am 31. Mai 1779 fand die konstituierende Stadtversammlung statt. Allerdings hatte es nie eine offizielle Besiedlungsfreigabe (Charter) gegeben, die diese Gründung legitimiert hätte. Dies wurde am 12. Oktober 1780 nachgeholt. Der Senat von Vermont übergab formell den Besiedlungsauftrag an Ira Allen, der auch der Namensgeber der Town wurde, und 39 weitere Landkäufer die allerdings größtenteils den Kaufpreis nicht bezahlten. Allen übernahm die Besitzrechte, obwohl es offenbar keine rechtliche oder wirtschaftliche Grundlage dafür gab, da die Anteile nie auf ihn übertragen worden waren. Deshalb musste 1790 der Staat Vermont, in der Einigung mit dem Staat New York um die Besitzrechte an den New Hampshire Grants und der Selbständigkeit Vermonts, 30.000 Dollar für diese unverkauften Gebiete an New York zahlen.
Die Pocken-Epidemie von 1813, die in der gesamten Umgebung grassierte, forderte 16 oder 17 Tote. Die genaue Zahl ist nicht bekannt.
Danach sind keine wesentlichen Ereignisse mehr dokumentiert.

### Religionen
Die baptistische Kirchengemeinde wurde bereits 1783 gegründet und ist die einzige Kirche der Town.

### Einwohnerentwicklung
| Volkszählungsergebnisse – Town of Ira, Vermont | Volkszählungsergebnisse – Town of Ira, Vermont | Volkszählungsergebnisse – Town of Ira, Vermont | Volkszählungsergebnisse – Town of Ira, Vermont | Volkszählungsergebnisse – Town of Ira, Vermont | Volkszählungsergebnisse – Town of Ira, Vermont | Volkszählungsergebnisse – Town of Ira, Vermont | Volkszählungsergebnisse – Town of Ira, Vermont | Volkszählungsergebnisse – Town of Ira, Vermont | Volkszählungsergebnisse – Town of Ira, Vermont | Volkszählungsergebnisse – Town of Ira, Vermont |
| Jahr                                           | 1700                                           | 1710                                           | 1720                                           | 1730                                           | 1740                                           | 1750                                           | 1760                                           | 1770                                           | 1780                                           | 1790                                           |
| ---------------------------------------------- | ---------------------------------------------- | ---------------------------------------------- | ---------------------------------------------- | ---------------------------------------------- | ---------------------------------------------- | ---------------------------------------------- | ---------------------------------------------- | ---------------------------------------------- | ---------------------------------------------- | ---------------------------------------------- |
| Einwohner                                      |                                                |                                                |                                                |                                                |                                                |                                                |                                                |                                                |                                                | 312                                            |
| Jahr                                           | 1800                                           | 1810                                           | 1820                                           | 1830                                           | 1840                                           | 1850                                           | 1860                                           | 1870                                           | 1880                                           | 1890                                           |
| Einwohner                                      | 473                                            | 519                                            | 498                                            | 442                                            | 430                                            | 400                                            | 422                                            | 413                                            | 479                                            | 421                                            |
| Jahr                                           | 1900                                           | 1910                                           | 1920                                           | 1930                                           | 1940                                           | 1950                                           | 1960                                           | 1970                                           | 1980                                           | 1990                                           |
| Einwohner                                      | 350                                            | 286                                            | 295                                            | 287                                            | 248                                            | 232                                            | 220                                            | 284                                            | 354                                            | 426                                            |
| Jahr                                           | 2000                                           | 2010                                           | 2020                                           | 2030                                           | 2040                                           | 2050                                           | 2060                                           | 2070                                           | 2080                                           | 2090                                           |
| Einwohner                                      | 455                                            | 432                                            | 368                                            |                                                |                                                |                                                |                                                |                                                |                                                |                                                |

## Wirtschaft und Infrastruktur

### Verkehr
Die Vermont State Route 133 bindet das Hauptsiedlungsgebiet der Town im Südosten des Gebietes an die Orte Middletown Springs im Süden und Rutland im Nordosten an. Die Vermont State Route 4a, die das Gebiet im Norden von Ost nach West durchzieht und Castleton mit Roland verbindet, begleitet einen Highway durch dünn besiedeltes Gelände im Tal des Castleton River. Bahnstationen mit Amtrak-Zughalten finden sich in Rutland (ca. 12 km entfernt) und in Fair Hafen (ca. 25 km entfernt).

### Öffentliche Einrichtungen
Neben den üblichen städtischen Verwaltungen sind in Ira keine öffentlichen Einrichtungen angesiedelt. Das nächstgelegene Krankenhaus ist das Rutland Regional Medical Center in Rutland.

### Bildung
Ira betreibt keine eigenen Schulen; Schüler müssen in den umliegenden Gemeinden, insbesondere in Rutland, unterrichtet werden.